# Райтнау
Райтнау (нім. Reitnau) — громада  в Швейцарії в кантоні Ааргау, округ Цофінген.

## Географія
Громада розташована на відстані близько 60 км на північний схід від Берна, 16 км на південь від Аарау.
Райтнау має площу 8 км², з яких на 12% дозволяється будівництво (житлове та будівництво доріг), 52,1% використовуються в сільськогосподарських цілях, 35,7% зайнято лісами, 0,2% не є продуктивними (річки, льодовики або гори).

## Демографія
2019 року в громаді мешкало 1555 осіб (+2,6% порівняно з 2010 роком), іноземців було 11,6%. Густота населення становила 194 осіб/км².
За віковим діапазоном населення розподілялося таким чином: 25% — особи молодші 20 років, 60,1% — особи у віці 20—64 років, 15% — особи у віці 65 років та старші. Було 624 помешкань (у середньому 2,5 особи в помешканні).
Із загальної кількості 645 працюючих 113 було зайнятих в первинному секторі, 256 — в обробній промисловості, 276 — в галузі послуг.